# Бадински, Курт
Курт Бадински (нем. Curt (Kurt) Badinski; 17 мая 1890 — 27 февраля 1966) — немецкий военачальник, генерал-лейтенант вермахта, командующий несколькими пехотными дивизиями во время Второй мировой войны. Кавалер Рыцарского креста Железного креста, высшего ордена нацистской Германии. Пленён войсками США в августе 1944 года в результате Фалезской операции. Освобождён из плена в 1947 году.

## Награды
- Железный крест (1914)
  - 2-го класса (18 сентября 1914)
  - 1-го класса (27 января 1917)
- Нагрудный знак За ранение (1914)
  - в чёрном (5 апреля 1918)
- Ганзейский крест Гамбурга (10 июля 1916)
- Галлиполийская звезда (10 июля 1916)
- Королевский прусский орден Дома Гогенцоллернов с мечами (22 ноября 1918)
- Почётный крест ветерана войны (26 января 1935)
- Железный крест (1939)
  - 2-го класса (25 мая 1940)
  - 1-го класса (29 июня 1940)
- Медаль «За зимнюю кампанию на Востоке 1941/42»
- Рыцарский крест Железного креста (11 октября 1941)